# Vestmarkabanen

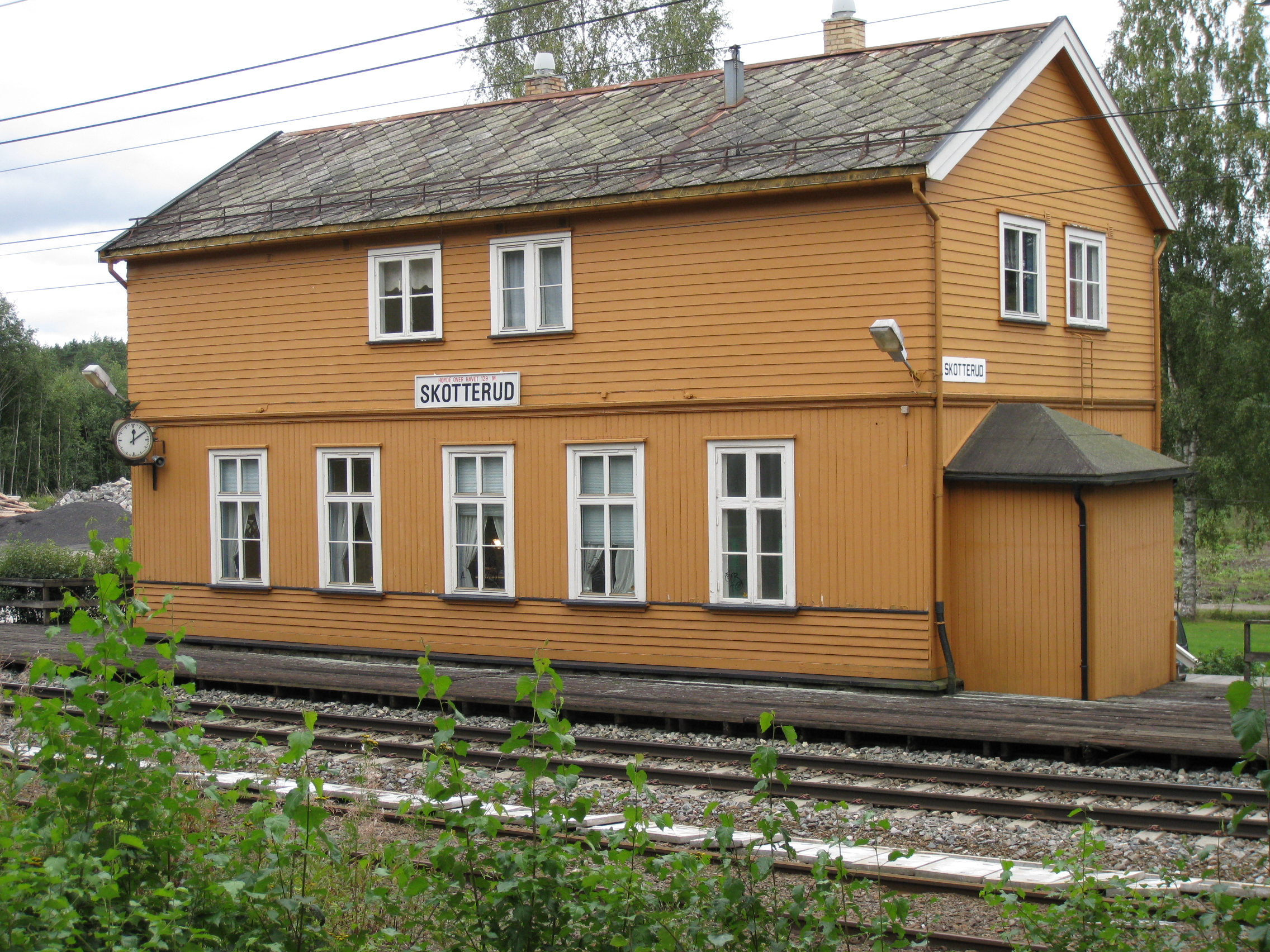
Skotterud, het eindpunt van de lijn

Vestmarkabanen was een spoorlijn in Noorwegen die liep tussen Skotterud en Vestmarka in de gemeente Eidskog. De lijn werd geopend in 1918 en was oorspronkelijk een particulier initiatief dat later werd overgenomen door NSB. De lijn werd al in 1931 gesloten voor personenverkeer. Goederenvervoer werd in 1965 beëindigd. De lijn is opgebroken, het tracé wordt deels gebruikt als fietspad.